# 대합 대수
환론에서 대합 대수(對合代數, 영어: algebra with involution, *-algebra)는 호환되는 대합이 주어진 결합 대수이다.

## 정의
가환환 {\displaystyle K} 위의 대합 대수(영어: algebra with involution, *-algebra) {\displaystyle (A,^{*})}은 다음과 같은 데이터로 주어지는 대수 구조이다.
- {\displaystyle R}는 {\displaystyle K} 위의 (항등원을 갖는) 결합 대수이다.
- {\displaystyle ^{*}\colon A\to A^{\operatorname {op} }}는 {\displaystyle K}-가군 준동형이자 환 준동형이며, 대합이다. (여기서 {\displaystyle A^{\operatorname {op} }}는 반대환을 뜻한다.) 즉, 구체적으로 다음이 성립한다.
  - 임의의 {\displaystyle k\in K} 및 {\displaystyle a\in A}에 대하여, {\displaystyle (ka)^{*}=ka^{*}}
  - 임의의 {\displaystyle a,b\in A}에 대하여, {\displaystyle (ab)^{*}=b^{*}a^{*}}
  - 임의의 {\displaystyle a,b\in A}에 대하여, {\displaystyle (a+b)^{*}=a^{*}+b^{*}}
  - 임의의 {\displaystyle a\in A}에 대하여, {\displaystyle a^{**}=a}

정수환 {\displaystyle \mathbb {Z} } 위의 결합 대수는 환과 같은 개념이므로, 정수환 {\displaystyle \mathbb {Z} } 위의 대합 대수를 대합환이라고 한다.
보다 일반적으로, 가환 대합환 {\displaystyle (K,^{*})} 위의 대합 대수 {\displaystyle (A,^{*})}는 다음과 같은 데이터로 주어지는 대수 구조이다.
- {\displaystyle A}는 {\displaystyle K} 위의 (항등원을 갖는) 결합 대수이다.
- {\displaystyle ^{*}\colon A\to A^{\operatorname {op} }}는 다음을 만족시킨다.
  - 임의의 {\displaystyle k\in K} 및 {\displaystyle a\in A}에 대하여, {\displaystyle (ka)^{*}=k^{*}a^{*}}
  - 임의의 {\displaystyle a,b\in A}에 대하여, {\displaystyle (ab)^{*}=b^{*}a^{*}}
  - 임의의 {\displaystyle a,b\in A}에 대하여, {\displaystyle (a+b)^{*}=a^{*}+b^{*}}
  - 임의의 {\displaystyle a\in A}에 대하여, {\displaystyle a^{**}=a}

예를 들어, 보통 ‘복소수 대합 대수’라는 것은 (복소수 켤레를 부여한) 복소수체의 가환 대합환 위의 대합 대수를 일컫는다.

### 특별한 원소
가환 대합환 {\displaystyle (K,^{*})}가 주어졌으며, 그 부분환 {\displaystyle K_{0}=\{\lambda \in K\colon \lambda =\lambda ^{*}\}}을 생각하자. 그렇다면, {\displaystyle (K,^{*})}-대합 대수 {\displaystyle A}의 원소에 대하여, 다음과 같은 특별한 것들을 정의할 수 있다.
| 용어                                                        | 정의                                                              | 비고                                                                                               |
| ----------------------------------------------------------- | ----------------------------------------------------------------- | -------------------------------------------------------------------------------------------------- |
| 자기 수반 원소(영어: self-adjoint element)                  | {\displaystyle a=a^{*}}                                           | 자기 수반 원소들은 {\displaystyle a\bullet b=ab+ba} 아래 {\displaystyle K_{0}}-요르단 대수를 이룸  |
| 반자기 수반 원소(영어: anti-self-adjoint element)           | {\displaystyle a=-a^{*}}                                          | 반자기 수반 원소들은 리 괄호 {\displaystyle [x,y]=xy-yx} 아래 {\displaystyle K_{0}}-리 대수를 이룸 |
| 등거리원(等距離元, 영어: isometry element)                  | {\displaystyle a^{*}a=1}                                          | |
| 유니터리 원소(unitary元素, 영어: unitary element)           | 정규원이자 등거리원 (즉, 가역원이며 {\displaystyle a^{-1}=a^{*}}) | 유니터리 변환의 개념의 일반화                                                                      |
| 정규원(正規元, 영어: normal element)                        | {\displaystyle aa^{*}=a^{*}a}                                     | 정규 작용소의 개념의 일반화                                                                        |
| 사영원(射影元, 영어: projection element)                    | 멱등원이자 자기 수반 원소 (즉, {\displaystyle a=a^{2}=a^{*}})     | |
| 부분 등거리원(部分等距離元, 영어: partial isometry element) | {\displaystyle a^{*}a}가 사영원                                   | |
| 음이 아닌 원소(陰-元素, 영어: nonnegative element)          | {\displaystyle \exists b\colon a=b^{*}b}                          | |

## 예

### 자명한 대합환
가환환 {\displaystyle K} 위의 임의의 결합 대수 {\displaystyle A} 위에 항등 함수 대합
{\displaystyle a=a^{*}}
을 주면, 이는 {\displaystyle K}-대합 대수를 이룬다.

### 등급환
가환환 {\displaystyle K}와 {\displaystyle R} 사이의 환 준동형 {\displaystyle K\to R}이 주어졌다고 하자. {\displaystyle R} 위의 대합을 항등 함수로 정의한다면 {\displaystyle R}는 (자명한) {\displaystyle K}-대합 대수를 이룬다. 보다 일반적으로, {\displaystyle R}에 추가로 {\displaystyle \mathbb {Z} /2}-등급 {\displaystyle K}-단위 결합 대수의 구조가 주어졌다고 하자. 그렇다면 다음과 같은 대합을 정의할 수 있다.
{\displaystyle R=R_{0}\oplus R_{1}}
{\displaystyle (r_{0}+r_{1})^{*}=r_{0}-r_{1}\qquad \forall r_{0}\in R_{0},\;r_{1}\in R_{1}}
이 역시 {\displaystyle K}-대합 대수를 이룬다.

### 체의 확대
복소수체 {\displaystyle \mathbb {C} }는 {\displaystyle \mathbb {R} }-대합 대수를 이루며, 대합 연산은 복소켤레이다. 보다 일반적으로, 체 {\displaystyle K} 및  {\displaystyle n\in K^{\times }\setminus (K^{\times })^{2}}에 대하여, 2차 확대 {\displaystyle K({\sqrt {n}})} 위에 다음과 같은 대합을 정의할 수 있다.
{\displaystyle (a+b{\sqrt {n}})^{*}=a-b{\sqrt {n}}\qquad \forall a,b\in K}
이는 {\displaystyle K}-대합 대수를 이룬다.

### 다항식환
가환환 {\displaystyle K} 위의 다항식환 {\displaystyle K[x]} 위에 다음과 같은 대합을 줄 수 있다.
{\displaystyle p^{*}(x)=p(-x)\qquad \forall p\in K[x]}
그렇다면 이는 {\displaystyle K}-대합 대수를 이룬다.

### 행렬환
가환환 {\displaystyle K} 위의 행렬환 {\displaystyle \operatorname {Mat} (n;K)}에서, 대합을 전치행렬로 놓는다면 이는 {\displaystyle K}-대합 대수를 이룬다.

### 사원수환
사원수환 {\displaystyle \mathbb {H} }는 (사원수 켤레에 대하여) {\displaystyle \mathbb {R} }-대합 대수를 이루지만, {\displaystyle \mathbb {C} }-대합 대수를 이루지 않는다.

### C* 대수
모든 C* 대수나 폰 노이만 대수는 정의에 따라 복소수 대합 대수를 이룬다. 특히, 복소수 힐베르트 공간 {\displaystyle {\mathcal {H}}} 위의 유계 작용소들의 폰 노이만 대수 {\displaystyle \operatorname {B} ({\mathcal {H}},{\mathcal {H}})}는 에르미트 수반을 대합으로 삼아 복소수 대합 대수를 이룬다.

## 같이 보기
- C* 대수
- 케일리-딕슨 구성
- 폰 노이만 대수